# Cidade Histórica de Mequinez
A Cidade Histórica de Mequinez situa-se em Mequinez, Marrocos. Foi construída há mais de 350 anos e continua a abrigar mesquitas, palácios, e jardins. A cidade histórica é rodeada por uma enorme muralha de 40 km, com ameias e torres. Uma das principais atracções é o Palácio de Dar el Kebira construído pelo sultão Mulei Ismail no século XVII.
Mequinez, outrora capital de Marrocos, foi fundada no século XI como uma cidade militar e escolhida por Mulei Ismail em 1672 como capital do reino. O sultão construiu a sumptuosa capital em estilo hispano - mourisco, cercada por paredes altas com grandes portas que hoje mostram a mistura harmoniosa de estilos islâmicos e europeus do Magrebe no século XVII.[carece de fontes?]
Em 1996 foi inscrita na lista do Património Mundial, porque segundo a UNESCO:
| “ | [...] representa de uma forma excepcionalmente completa e bem preservada o planeamento urbano e monumentos de uma capital magrebina do século XVII, que combina elementos do design e planemento europeu e islâmico de uma forma harmoniosa. | ” |